# Juan Carlos Moreno Poggio
Juan Carlos Moreno Poggio (Paysandú, 12 de mayo de 1982), apodado como "Carlucho", es un técnico agropecuario y político uruguayo, perteneciente al Partido Colorado. Actualmente ejerce como representante nacional (diputado) por el departamento de Paysandú.

## Biografía
Oriundo de Paysandú, Moreno estudió entre 1999 y 2001 en la Facultad de Ciencias Agrarias de la Universidad de la Empresa (UDE). El 30 de abril de 2002, Moreno recibió su diploma de Técnico Agropecuario.
Se desempeñaba como productor rural pequeño, teniendo un campo de 36 hectáreas junto a su familia; como asesor de otros propietarios de campo y como Inspector de Plaza Rural, un consorcio que vende ganado.

## Ámbito político
Moreno fue Convencional Nacional del Partido Colorado en el período 2012-2017; fue electo por las elecciones de jóvenes del Partido Colorado.
Moreno se sumó al sector Ciudadanos por invitación del economista Ernesto Talvi, para llevar adelante el sector cuando se estaba conformando. Fue candidato a diputado por Paysandú por la lista 600 en las elecciones generales de 2019, siguiéndole en la lista Ricardo Molinelli, Laura Baccino y Edgardo Quequin.
Moreno resultó como el candidato colorado más votado del departamento y fue electo como diputado por Paysandú, aventajando al diputado colorado por dos períodos consecutivos Walter Verri.

### Actividad en la Legislatura XLIX (2020 - 2025)
Asumió su banca el 15 de febrero de 2020, con el inicio de la XLIX Legislatura.
En 2020 apoyó la creación del Instituto Nacional de Bienestar Animal, como órgano desconcentrado del Ministerio de Ganadería, Agricultura y Pesca. Este órgano fue creado en ese mismo año por la Ley N° 19889.
En 2020 solicitó la implementación de la instalación de radares de velocidad en ambos sentidos de circulación, en Ruta 3-km 383, Pueblo Constancia en el Departamento de Paysandú.
En 2020 se aprobó y promulgó la Ley N° 19927, presentada por el diputado Moreno junto al representante del Frente Amplio por Montevideo, Felipe Carballo, que limitó la manipulación manual de cargas a 25 kilos. La reglamentación establece que “no se podrá exigir ni permitir a un trabajador la manipulación manual de envases o bolsas que superen los 25 kilogramos, salvo que se disponga de medios mecánicos para su movilización y manipulación”.
En 2022 presentó un proyecto de ley con el fin de incorporar al Código Penal a quienes, a través del uso de cualquier medio digital, incurra en ridiculizaciones, amenazas, chantajes, discriminaciones, difamaciones y/o injurias hacia otra persona física o jurídica y/o instituciones públicas o privadas.
El martes 16 de mayo de 2023, la Cámara de Representantes se reunió en sesión ordinaria y trató distintos temas. Al finalizar, se procedió a realizar la votación nominal del tercer vicepresidente de la Cámara de Representantes, resultando electo el diputado Juan Carlos Moreno.En julio de 2023 ante los recurrentes ataques de jaurías que sufren los productores en el medio rural, Moreno citó a la comisión de ganadería al consejo directivo del Instituto Nacional de Bienestar Animal (INBA).En septiembre de 2023, el sector Ciudadanos de Paysandú exhortó a Robert Silva, presidente del Codicen en ese momento, a que abandonara su cargo para dedicarse a su carrera política y para poder apoyarlo como precandidato en las elecciones internas de 2024.En noviembre de 2023 el diputado Moreno, llamó a comisión al presidente del directorio de ASSE, Leonardo Cipriani, por sus declaraciones sobre la asistencia a una bebé de un mes y 23 días, que falleció en el Hospital de Paysandú tras haber sido trasladada en una ambulancia desde Pueblo Zeballos. Los dichos de Cipriani, donde afirmó que el sistema de salud funciona de manera correcta y aseguró que la bebé fallecida en el traslado en ambulancia, recibió la asistencia adecuada, aunque no tuvo la oportunidad de ser asistida por un especialista en el camino de Zeballos a Paysandú, generaron gran controversia entre parlamentarios.
En un acto político llevado a cabo en Paysandú el viernes 15 de marzo de 2024, en el marco de una gira nacional del precandidato colorado Robert Silva, Moreno lanzó su candidatura a la intendencia de Paysandú para las elecciones departamentales de 2025.En agosto de 2024 quedó reglamentada la faena predial en todo Uruguay a partir de una iniciativa de Moreno de 2022.
En las elecciones internas el abogado penalista Andrés Ojeda fue electo como candidato presidencial del Partido Colorado. De cara a las elecciones generales de 2024, se decidió que la lista 25 del candidato Andrés Ojeda en Paysandú fuera encabezada por Moreno, seguido por el concejal de Quebracho Gino Belveder y la concejal de Guichón Beatriz Moreira.
El miércoles 12 de septiembre el Parlamento aprobó el proyecto de ley presentado por Moreno en 2023, que prohíbe las cirugías estéticas en perros y gatos. Este hecho, difundido por el diputado Juan Carlos Moreno Poggio en sus redes sociales, fue destacado por el candidato a la presidencia por el Partido Colorado, Andrés Ojeda, quien definió la aprobación de la ley como "una gran noticia".

### Elecciones departamentales de 2025
Moreno no logró ser reelecto en las elecciones de 2024, pasando la banca de Paysandú del Partido Colorado a Walter Verri.Desistió de presentar una candidatura a la intendencia de Paysandú en las elecciones de 2025, donde se presentaron Franklin Belveder y David Helguera como candidatos colorados. Después de presentar un inicial apoyo a la candidatura de Belveder, Moreno retiró su apoyo y decidió acompañar la candidatura del blanco Jorge Larrañaga Vidal en febrero de 2025.